# Desa Palasah (administrativ by i Indonesien, lat -6,73, long 108,30)
Desa Palasah är en administrativ by i Indonesien.   Den ligger i provinsen Jawa Barat, i den västra delen av landet, 170 km öster om huvudstaden Jakarta.